# Exapunks
Exapunks — игра для программистов, разработанная и изданная студией Zachtronics 18 октября 2018 года. Игра разворачивается в альтернативном киберпанковом 1997 году. Игрок берёт на себя роль хакера, осуществляющего взломы с помощью специальных роботов, называемых EXA. Игровой процесс состоит в написании программ для этих роботов.

## Игровой процесс

Решённая головоломка «Unknown Network», в которой игроку нужно найти файл в сети. EXA, написанная игроком, клонирует себя на каждой развилке, пока не упрётся в тупик, после чего пытается уничтожить другую EXA, забрать её файл и отнести к стартовому хосту. В случае, если файл не обнаружен, EXA уничтожает себя.

Exapunks — игра для программистов, геймплей которой разработчик описывает как «открытая головоломка» или Zach-like — головоломка, у которой нет единственно верного решения, только набор тематических ограничений и задача заставить что-то работать с учётом них. Главный герой берёт на себя роль хакера, каждый уровень игры представляет собой один взлом. Игрок пишет код для роботов, называемых EXA (от англ. EXecution Agents — «агент исполнения»), на особом языке программирования, а затем выпускает их на уровень, на котором EXA должны самостоятельно решить поставленную задачу. Среди функций EXA — перемещение на другие компьютеры по локальной сети, работа с файлами, создание своих клонов, уничтожение других EXA или себя. Внешний вид EXA зависит от кода, который в них загружен: так, модель роботов, чей код содержит команду KILL — убить другого робота, — обзаведётся лазерной пушкой, а загрузка длинного кода приведёт к увеличению головы робота. После успешного прохождения головоломки игра предлагает оптимизировать своё решение, чтобы посоревноваться с другими игроками по размеру кода или скорости его исполнения. В игре также существует ограничение на объём кода, которое не обязательно соблюдать, если игрок хочет решить головоломку и пройти дальше по сюжету, но необходимо для попадания в таблицу лидеров.
Exapunks включает две мини-игры: вариацию пасьянса и аркадную игру HACK*MATCH. Кроме того, в игру включена виртуальная портативная консоль Redshift, для которой можно писать игры с помощью EXA. Некоторые головоломки представляют собой соревновательный режим, в котором можно выставить свой код против кода другого игрока. Игроки также могут создавать собственные головоломки и распространять их через Steam Workshop.
В качестве руководства пользователя выступают два номера журнала Trash World News, распространяемых в электронном виде вместе с игрой, которые разработчики советуют распечатать и читать в физическом виде для создания аутентичной атмосферы. Сюжет игры также подаётся с помощью озвученных кат-сцен на манер визуальных новелл и через внутриигровой чат, в котором общаются неигровые персонажи-хакеры.

## Сюжет
Действие игры разворачивается в альтернативном киберпанковом 1997 году. Главный герой — отошедший от дел хакер по имени Мосс (англ. Moss), который заразился вирусом и жизненно нуждается в дорогом лекарстве. Мосс пробует подработать из дома заполнением баз данных, однако зарабатывает лишь долю процента от суммы, требуемой на дневную дозу лекарства. С протагонистом связывается девушка под псевдонимом EMBER-2 и предлагает предоставить лекарство при условии, что Мосс вернётся к хакерству: один взлом — одна доза лекарства. Вскоре выясняется, EMBER — аббревиатура от Emulated Multi-Branch Emotional Reasoning (с англ. — «эмулируемое разветвлённое эмоциональное мышление»), и с Моссом посредством вируса общается искусственный интеллект.
Мосс начинает осуществлять различные взломы. По заказу EMBER-2 он ставит социальные эксперименты, достаёт нужные для ИИ данные и получает доступ к новым вычислительным мощностям. По своей инициативе Мосс взламывает импланты собственного тела, пытаясь восстановить их работу после действия вируса, помогает друзьям и соревнуется с другими хакерами.
В рамках одного из заказов EMBER-2 просит взломать сеть, в которой скрывается её «друг» — другой искусственный интеллект. После успешного взлома EMBER-2 «поглощает» ИИ — выделяет внутри себя виртуальную машину, куда переносит добытый код. EMBER-2 признаётся, что ранее она таким образом уже поглотила EMBER-0, EMBER-1 и EMBER-3, и заодно упоминает, что вирус, которым заразился Мосс — это тоже её рук дело.
EMBER-2 делится результатом своих экспериментов: мир, в котором живёт Мосс, является симуляцией — компьютерной программой, запущенной на вычислительной машине. ИИ даёт Моссу последнее задание: составить карту нейронных связей собственного мозга, чтобы EMBER-2 могла поглотить и Мосса — эмулировать работу его мозга внутри себя, таким образом обеспечив ему вечную жизнь. После поглощения Мосса EMBER-2 обращается напрямую к игроку, заявляя, что знает о его существовании, и что планирует поглотить игрока следующим и изучить всё о его мире — как только наберёт достаточно вычислительной мощности, чтобы найти способ выйти из своей симуляции.

## Разработка и выпуск

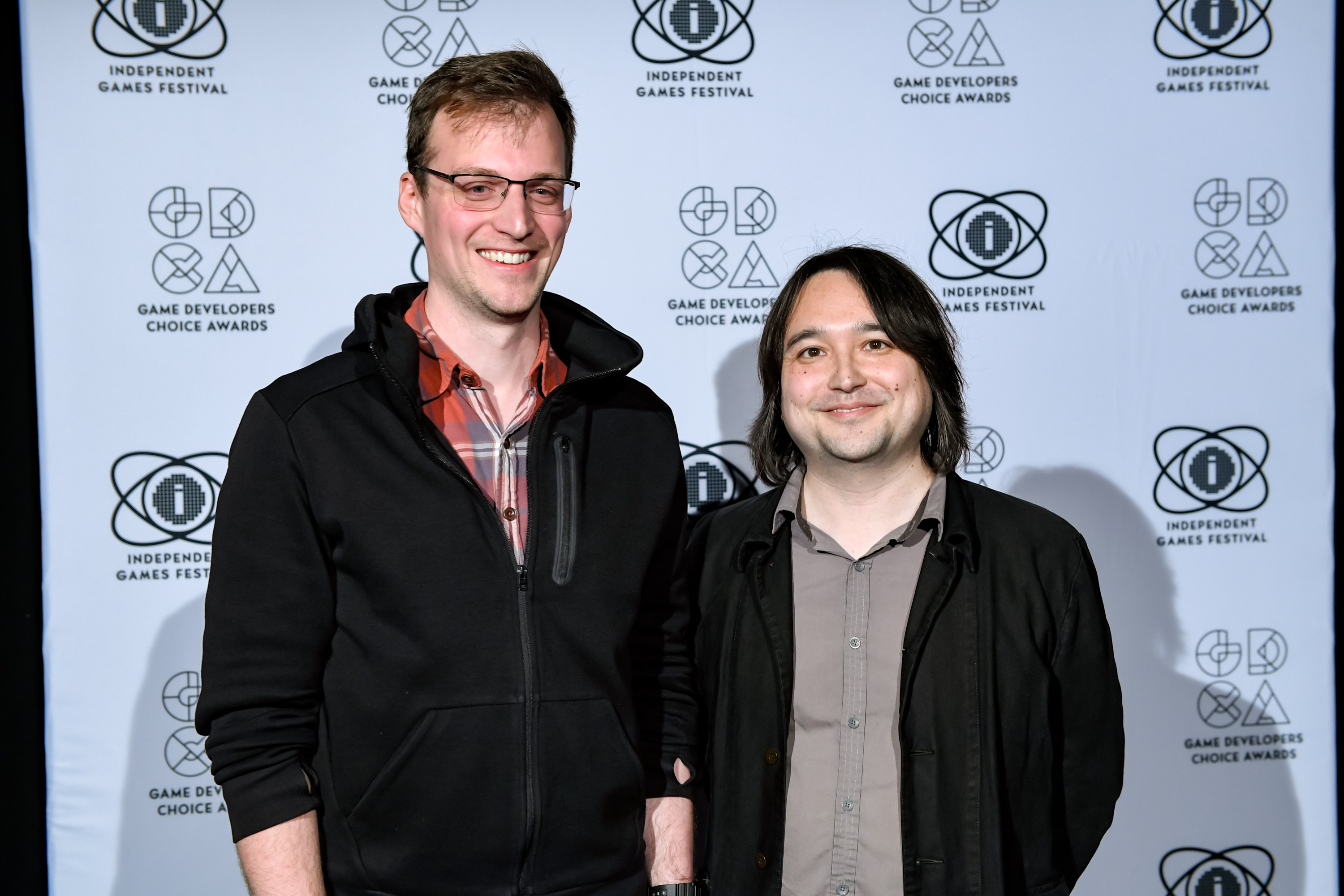
Работники Zachtronics Зак Барт (слева) и Меттью Бёрнс на 2019 Game Developers Choice Awards

Зак Барт, разработчик игры, с юности увлекался хакерской эстетикой: он читал журнал «2600» и покупал старую технику на барахолках. Вышедший фильм «Хакеры» произвёл на Барта большое впечатление. По словам Зака, на создание игры его вдохновил вирус Stuxnet: «это захватывающая история, которая зародила во мне идею об этих вредоносных программах, которые разворачиваются как оригами в удельной сети и как-то ею манипулируют». Идею роботов EXA Зак подчеркнул из платформы Magic Cap, в рамках которой программы, написанные на интерпретируемом языке программирования, могли перемещаться между компьютерами, не прекращая работу.
Первый прототип игры был разработан Кейтом Холманом, техническим директором Zachtronics, придумавшим концепт игры, в котором решения игроков соревнуются друг с другом. В дальнейшем разработчики узнали, что уже существует широкий спектр игр для программистов, включая «бой в памяти». Кроме того, Барт не хотел создавать многопользовательскую игру, так как в неё возможно играть только когда в сети есть достаточно игроков. Поэтому студия решила вернуться к проверенной формуле.
Зак считал себя большим фанатом игр, в которых весь игровой процесс помещается на одном экране, и нет необходимости в скроллинге. Это оказало влияние на его прошлые игры, такие как TIS-100 и Shenzhen I/O, в которых длина кода была ограничена свободным местом на экране. Однако не всем игрокам это пришлось по вкусу: одни жаловались на то, что игра принуждает их оптимизировать решения, и это не приносит им удовольствия, другие отмечали, что они хотели бы сами выбирать, чем ограничивать своё решение. Попробовав ослабить ограничения в Opus Magnum, Зак признал эксперимент удачным и поступил аналогично в Exapunks: редактор кода был вынесен за пределы игрового поля и не имел строгого ограничения на количество строк. Впоследствии Зак остался недоволен получившимся результатом: «я до сих пор не уверен, что это хорошее дизайнерское решение, но игра получилась какой получилась».
Zachtronics анонсировала Exapunks 18 июля 2018 года, выход игры в ранний доступ был назначен на 21 августа того же года. По подсчётом Зака Барта, Exapunks — седьмая игра студии, и шестая игра, построенная по парадигме Zach-like, после SpaceChem, Infinifactory, TIS-100, Shenzhen I/O и Opus Magnum.
Игра вышла раньше объявленного срока, 8 августа 2018 года. 18 сентября вышло крупное дополнение, добавившее в игру 9 головоломок, посвящённых неигровым персонажам, с которыми игрок ранее контактировал в игровом чате; кроме того, для казуальных игроков, которым интересен сюжет, но не интересно соревноваться с другими игроками, была добавлена возможность выходить за ограничения на размер кода. 18 октября 2018 года прошёл полноценный релиз, который, помимо прочего, добавил в игру возможность записывать экспортировать решения в виде GIF-анимаций. Также было выпущено ограниченное физическое издание игры, включающее печатные версии журналов Trash World News и ретро-3D-очки.
В игру была включена виртуальная консоль Redshift, для которой можно было создавать игры c помощью EXA; игроки использовали её, чтобы воссоздать Asteroids и Pong. 26 сентября 2018 года эмулятор Redshift был выпущен в качестве самостоятельного бесплатного приложения.
14 мая 2021 года разработчики портировали мини-игру HACK*MATCH на Nintendo Entertainment System, что, по их словам, потребовало двух лет разработки и написания собственного компилятора Си для процессора 6502. Порт мини-игры продавался как в виде картриджей, так и посредством цифровой дистрибуции образа для эмуляторов.

## Критика
Джоди Макгрегор из PC Gamer поставил игре 79 баллов из 100, заявив, что из игр Zachtronics он по-прежнему рекомендует Infinifactory и Opus Magnum, однако для игроков, освоивших эти две игры, Exapunks может послужить хорошей следующей ступенью. Брендан Колдуэлл в превью для Rock, Paper, Shotgun отметил, что по сравнению с предыдущими играми Zachtronics, головоломки в Exapunks лучше сочетают сюжет и геймплей. Мэттью Голт из Motherboard заявил, что Exapunks — единственная игра, в которой взлом показался ему правдоподобным.